# Tima Chaka
Tima Chaka (kinesiska: 题玛茶卡) är en saltsjö i Kina. Den ligger i den autonoma regionen Tibet, i den sydvästra delen av landet, omkring 480 kilometer nordväst om regionhuvudstaden Lhasa.
Genomsnittlig årsnederbörd är 241 millimeter. Den regnigaste månaden är juli, med i genomsnitt 74 mm nederbörd, och den torraste är december, med 2 mm nederbörd.